# La Llau
La Llau és un veïnat de la comuna vallespirenca del Tec, a la Catalunya del Nord.
És al centre de la zona nord-occidental del terme del Tec, a la vall de la Comalada. És a l'esquerra del torrent, aigües amunt, a prop, de Benat. És un veïnat disseminat, amb església pròpia, la de Sant Cosme i Sant Damià de la Llau.